# 国立福岡中央病院

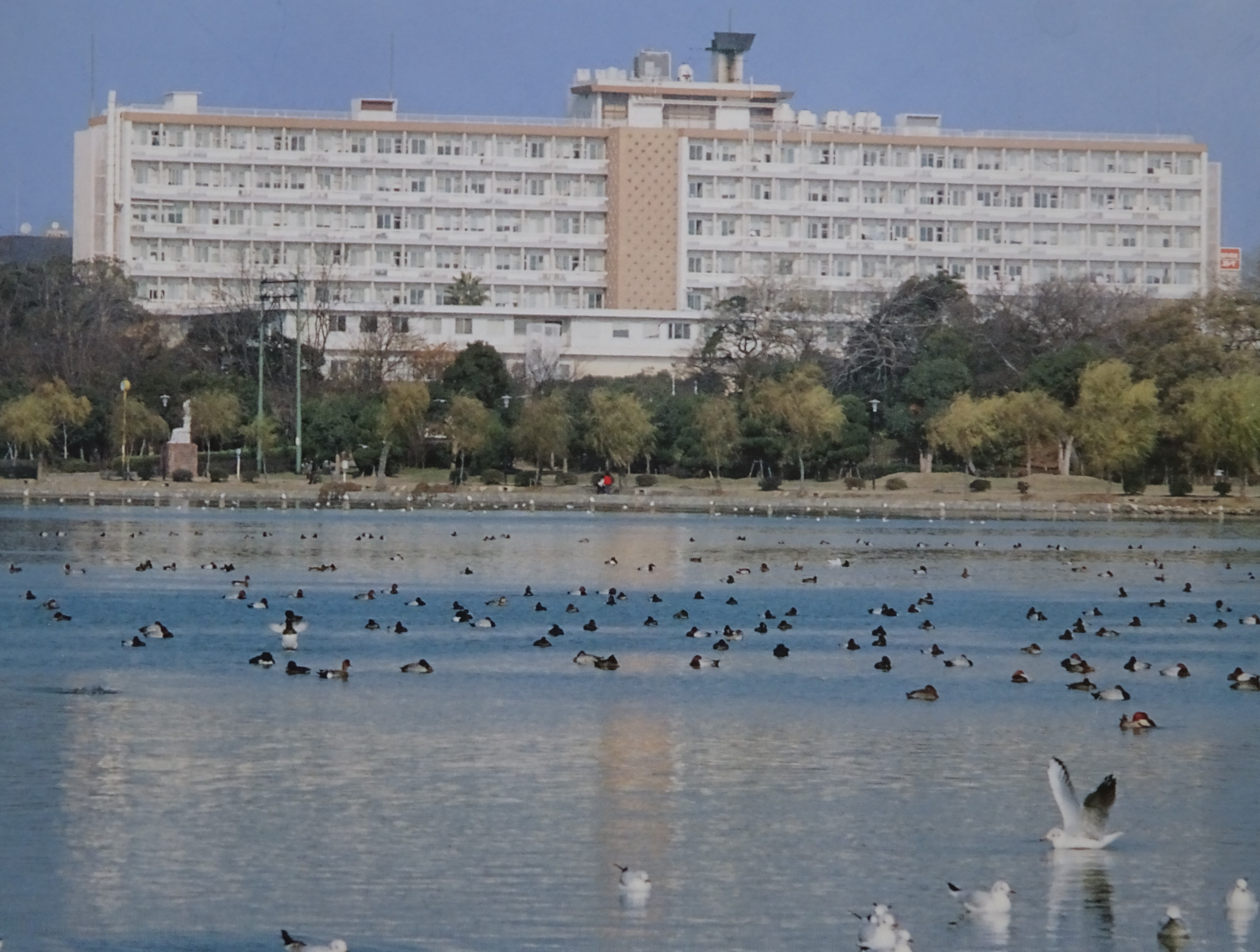
大濠公園から眺めた国立福岡中央病院（城内会提供）

国立福岡中央病院（こくりつふくおかちゅうおうびょういん）は、国立病院機構九州医療センターの前身、福岡県福岡市中央区城内にあった。

## 沿革
- 1951年　　　　　- 厚生省第一次基幹病院整備計画
- 1957年02月　　  - 九州基幹病院設置決定第二次計画として調査費計上
- 1959年09月06日 - 起工式、福岡城址三ノ丸西北端の場所、福岡市中央区城内2－2、米軍118病院モータープール跡、西側は福岡簡易保険支局、大濠公園
- 1963年02月01日 - 国立福岡中央病院発足、病院長　古賀秀夫[1][2][3]
- 1964年04月01日 - 附属高等看護学院開校[4]
- 1971年03月31日 - 臨床研修を行う病院に指定[5]
- 1975年04月02日 - 附属高等看護学院が附属看護学校と改称[6]
- 1979年04月01日 - 院長　池尻泰二就任　[7][8]
- 1981年06月19日 - 地域医療研修センター開設披露[9]
- 1990年04月01日 - 院長　平田耕造就任[10]
- 1992年10月01日 - 院長　徳永皓一就任[11]
- 1994年04月01日 - 附属看護学校が附属福岡看護学校と名称変更
- 1994年07月01日 - 福岡市中央区地行浜1－8－1に移転し、国立久留米病院と統合し、国立病院九州医療センターとして発足[12]
- その後病院の建物は取り壊された[13]

## 開院までの経過
1951（昭和26）年に国の医療機関整備計画要綱によって全国各地の主要都市に基幹病院（メディカル・センター）が建設されることになり、第一次計画において九州地方にもその設置が認められた。1954年3月「九州地区基幹病院設立促進期成会」が結成され福岡市誘致に乗り出し、同年福岡市設置が決定した。市内の数カ所の敷地が検討されたが決定に至らず、占領軍によって接収されていた福岡簡易保険支局の建物が返還されることになり、厚生省が郵政省に対して基幹病院としての利用を正式に申し込んだが、折衝はまとまらなかった。福岡市医師会による建設反対の陳情や全国医労組合の反対運動もあった。
　1957（昭和32）年2月厚生省は福岡市への建設を決定し、大蔵省は昭和33年度予算案に九州基幹病院の費用を計上した。期成会・県・市は厚生省所管の国立福岡病院（本丸・二ノ丸）の土地を三ノ丸のモータープール跡地と交換して、病院を建設する予定であったが、1958（昭和33）年7月県の文化財専門委員会はモータープール跡地に関して、史跡の現状変更は認められないとの決定を下した。一方、1959（昭和34）年1月に国の文化財専門審議会が土塁を破損しないこと、土塁と病院予定地の間に緩衝地帯を設けること、土塁と緩衝地帯は病院建設予定地に編入しないこと、着工に先立ち県教委の立ち合いで遺構調査を行うこと、施工に当たって県教委に連絡を取ることの5項目の条件付きで建設を認めるとの決定を下した。これに対して県の文化財専門委員会は全委員が辞表を提出する事態に発展した。その後、国の文化財保護委員会による発掘調査を経て、同年9月6日にようやく病院の起工式が挙行された。
　病院側は濠に架橋して電車通り（現明治通り）に病院の正面玄関を設ける計画を立てていたが、濠が史跡であることに加えて、県天然記念物のツクシオオガヤツリが自生していたことから、その構想は断念し病院玄関は南側に設置されることになった。

## 開院から閉院まで
国立福岡中央病院は、1963（昭和38）年2月1日に、国立筑紫病院（福岡市野多目）の一部と国立福岡病院（前身福岡衛戍病院、福岡城本丸、二ノ丸）が統合、8階建、医療法承認病床数一般病床550床、外来300名、13診療科という体制で福岡城三ノ丸の北西堀端に開院した。一時8階病棟を看護師宿舎として使用し、実際に500床収容の体制ができたのは1964（昭和39）年以降である。
　この地は江戸時代初期、代官など中下級家臣の屋敷があり、その後大身屋敷時代を経て、馬場となった。福岡城は1871（明治4年）兵部省が所管し、1886（明治19）年、歩兵第24連隊の衛戍地となり、三ノ丸西部は城内練兵場として使用された。1945（昭和20年）、西にある福岡簡易保険局は米軍第118陸軍病院となり、三ノ丸西端の堀側の部分は陸軍のモータープールとなったが、1959（昭和31）年8月31日、占領軍から返還された。
　
　病窓からは南に背振山、北に玄界灘が眺望され、周辺には大濠公園、舞鶴公園、西公園などをひかえ、春の満開の桜、梅雨にぬれた紫陽花、夏は濠の蓮の花、冬には梅や椿と四季折々の風情があった。
　開院以来北部九州の中核的な急性総合病院として高度医療の供給および医療従事者の教育研修などを通して、地域の信頼と評価を受けた。
　また1981（昭和56）年6月に竣工した地域医療研修センター新研修棟は、県の医師会の協力を得て、福岡県内の医師の生涯教育の場として重要な役割を果たし、その機能は現在の国立病院機構九州医療センターに引き継がれている。
　1964（昭和39）年には隣接地に国立福岡中央病院附属高等看護学院の3階建て校舎と、4階建ての看護宿舎が建設された。附属高等看護学院は1947（昭和22）年8月に国立筑紫病院の附属高等看護学院（初代教務主任高瀬松子）として発足、1964年4月、城内に移転した。1982年3月10日 学校玄関わきに建立された精神神経科安陪光正部長の句碑　表「戴帽の白衣さわやか映し見る　三味堂」裏「叙勲を記念し　安陪三味堂の句碑を建て　後進に贈る　諸姉よ　戴帽式の初心をここに想起されんことを　高瀬松子　小原衛　島田リウノ　御厨タチ　前田シズ エ　大谷セキノ」の除幕式施行。この句碑はその後国立病院機構九州医療センターの敷地内に移設された。

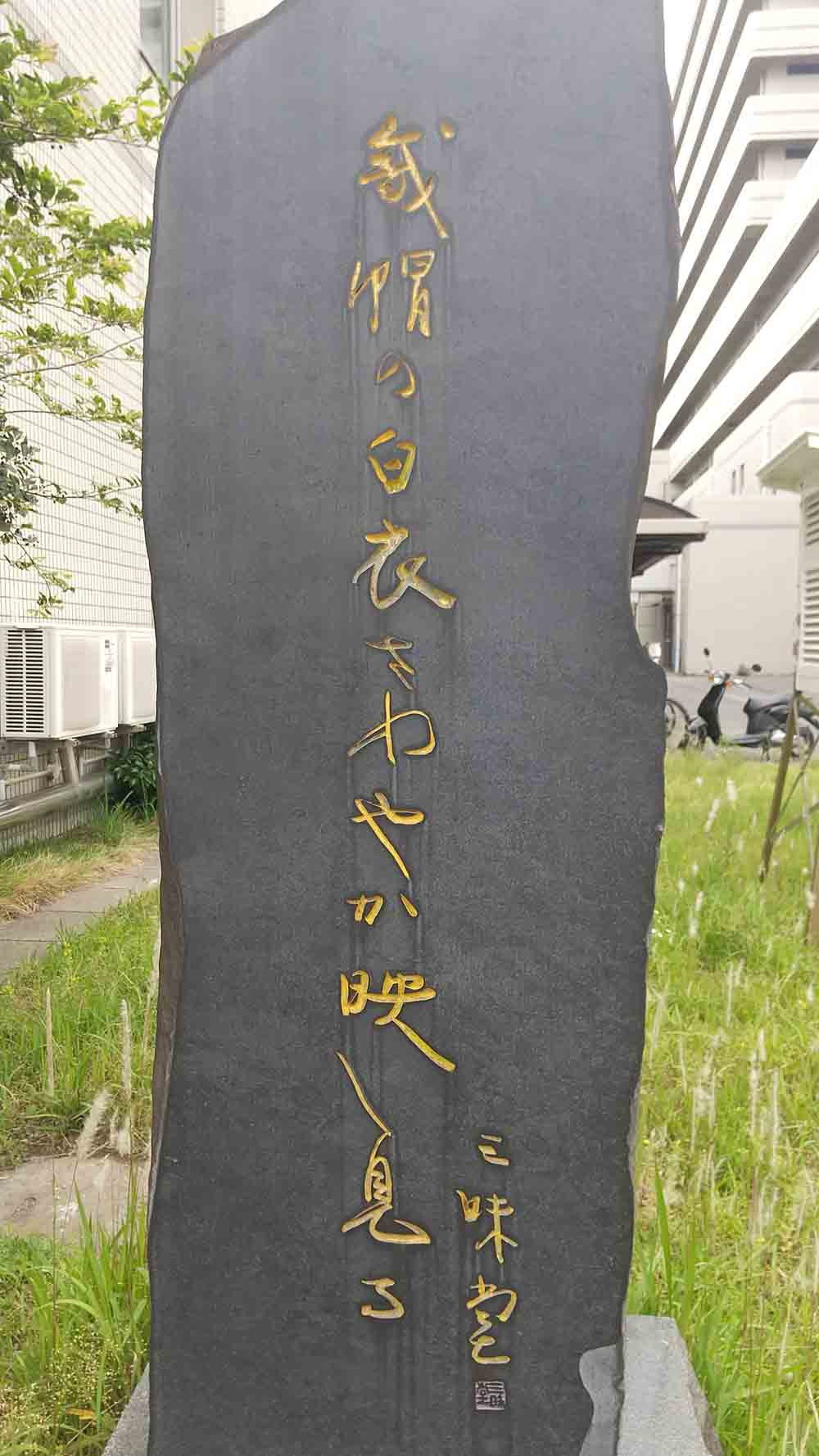
国立福岡中央病院句碑　表

　1994年4月、附属看護学校は国立久留米病院、国立病院九州がんセンターの看護学校と統合し国立福岡中央病院附属福岡看護学校と名称変更した。　　

## 地行浜への移転
敷地及び建物などの物理的制約により高度医療の推進は困難となり、病院は1982（昭和57）年7月1日福岡市が計画中の埋立地地行地区に病院移転用地の確保を申し入れた。しかるに、1988（昭和63）年9月ダイエーが南海ホークスを買収してドーム球場を建設することになり、病院建設予定地は西側、一部百道地区に変更された。その後、国による国立病院再編成計画に伴い、1994（平成6）年7月1日に、国立久留米病院と統合、国立病院九州医療センターが中央区地行浜に設立された。同時に附属福岡看護学校も同地に移転し、九州医療センター附属看護学校が誕生した。
　　

## 病院跡地

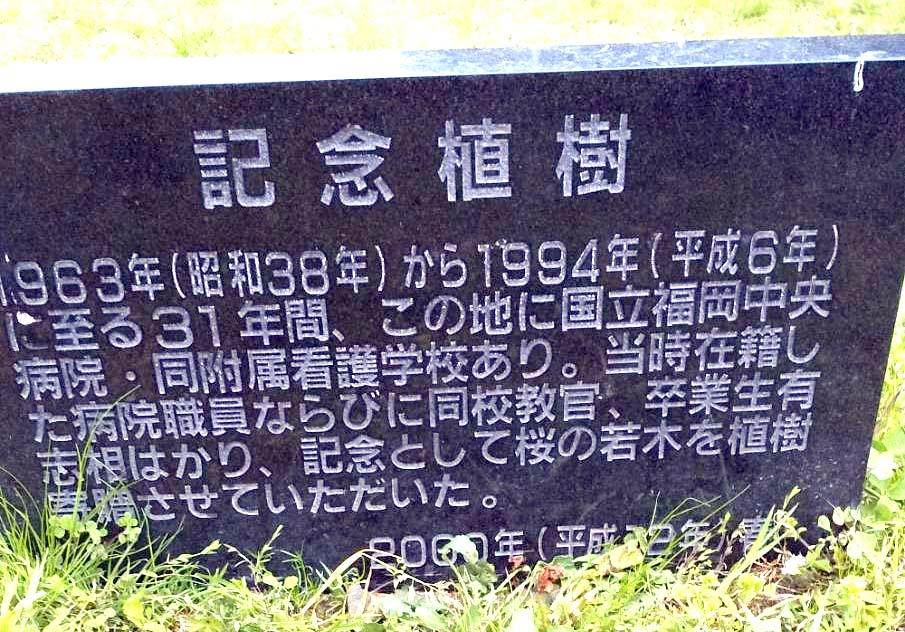
国立福岡中央病院記念碑

病院の移転後、城内にあった諸施設は取り壊されて、跡地は西広場の一部として整備された。2000（平成12）年3月、5本の桜の若木の寄贈と記念碑の設置が行われた。記念碑　表「史跡　福岡城址　三ノ丸跡」、裏「1963年（昭和38年）から1994年（平成6年）に至る31年間、この地に国立福岡中央病院・同附属看護学校あり。当時在籍した病院職員ならびに同校教官、卒業生有志相はかり、桜の若木を植樹寄贈させていただいた　2000年（平成12年）春」。2022年秋、同地にワンヘルスパークが設置され、記念碑はドッグランの敷地の中にある。

## ギャラリー

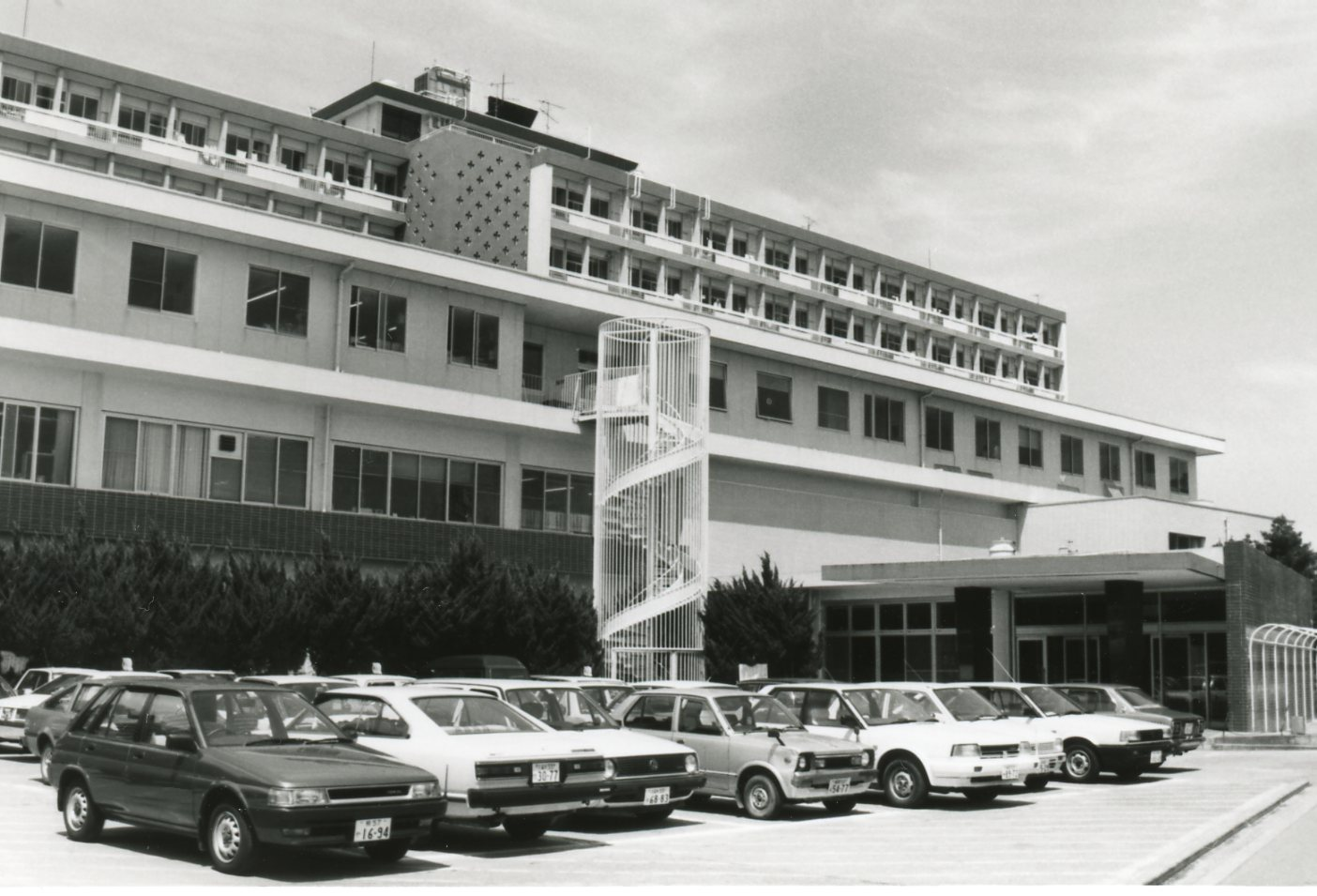
病院玄関と駐車場　後方は病棟

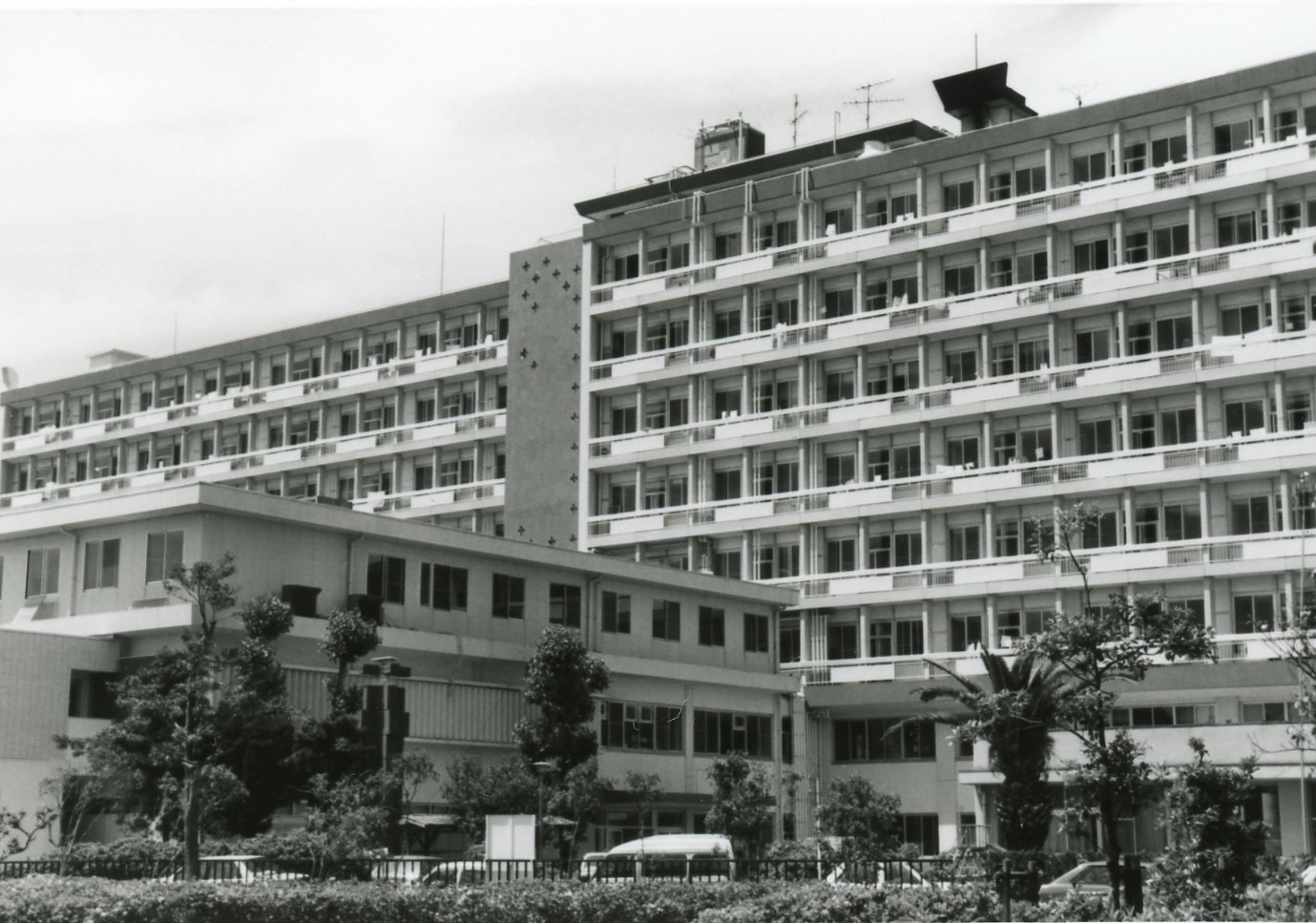
職員通用口

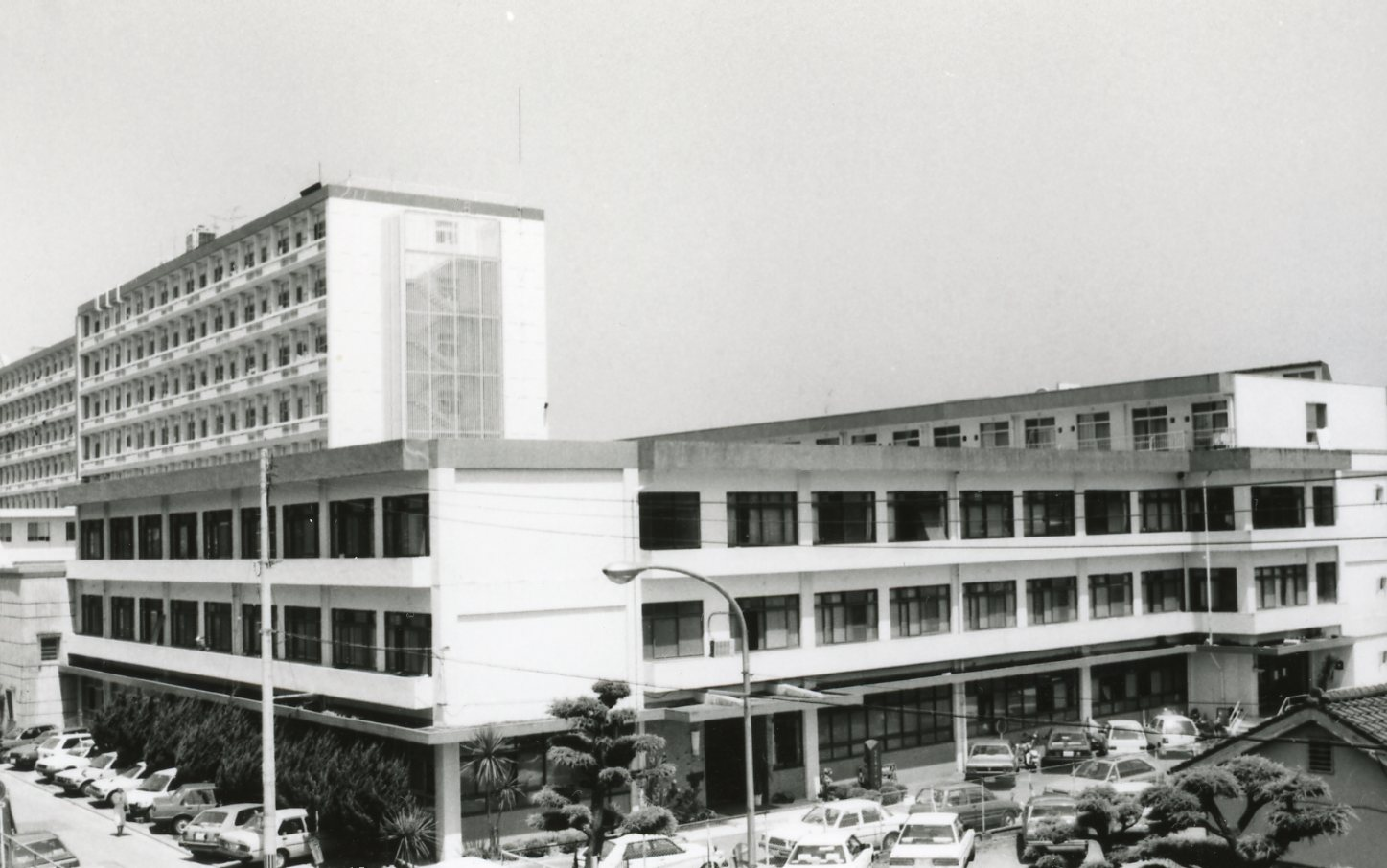
附属看護学校

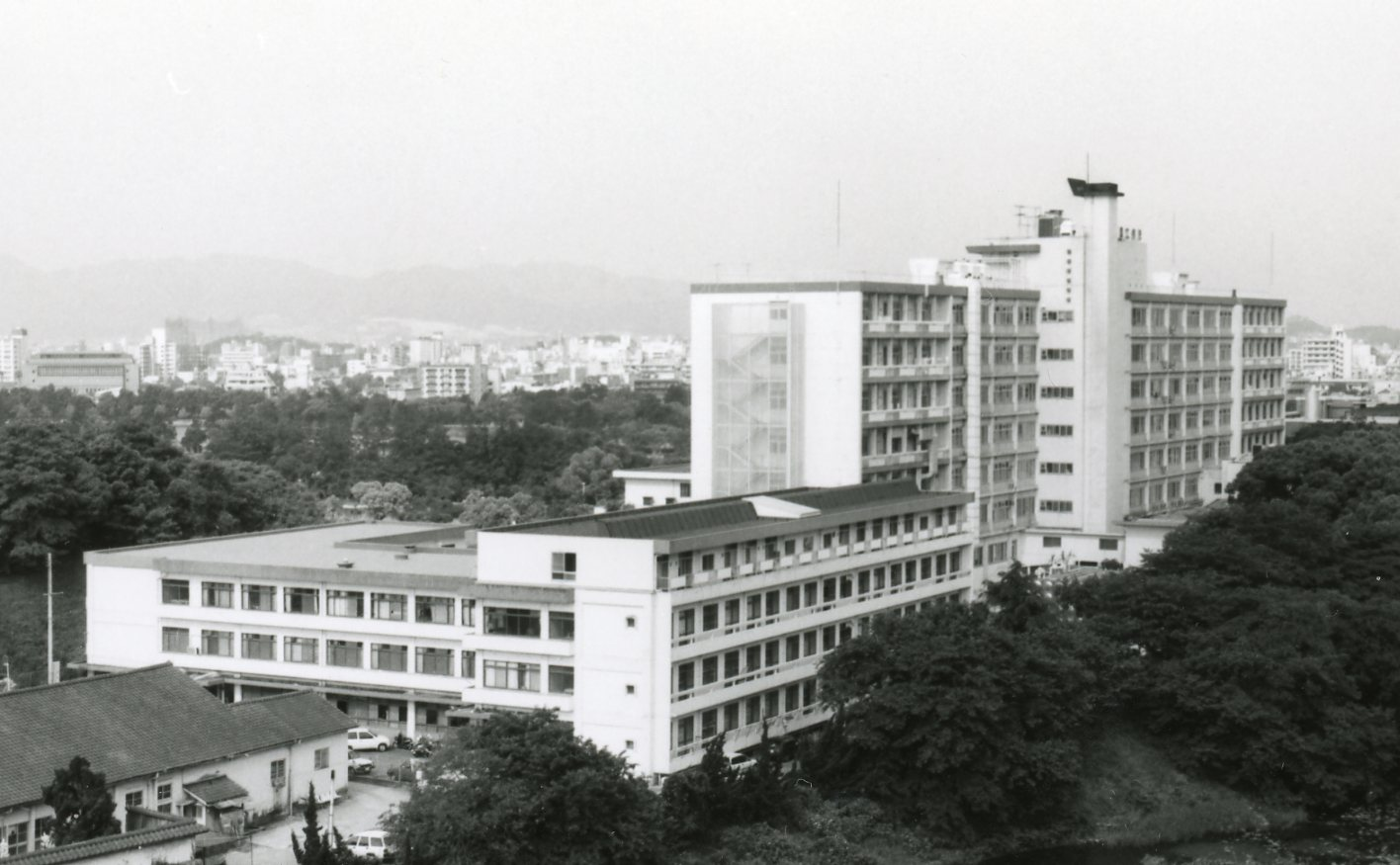
左附属看護学校　右看護師宿舎　奥病棟

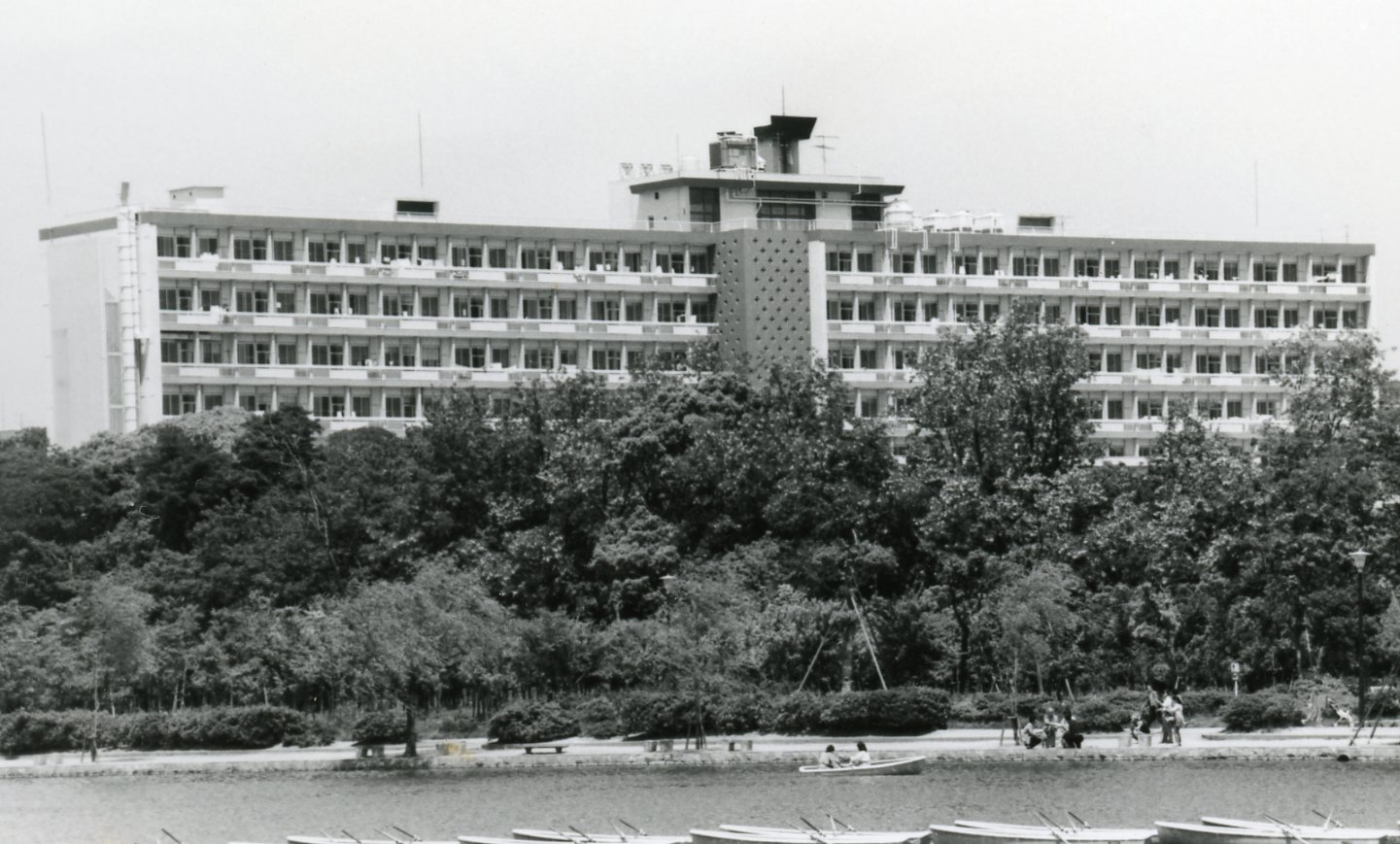
西側から見た病院

## 備考
- 福岡中央病院（旧福岡逓信病院）は無関係の病院
- 国立病院機構福岡病院（旧国立療養所屋形原病院）は、同じ厚生省所管であるが、ルーツは異なる

## 文献
文献 1　国立福岡中央病院10年史　1973年　国立福岡中央病院
　　 2　国立福岡中央病院20年史　1983年　国立福岡中央病院
　　3　三十年史　国立福岡中央病院　1993年　国立福岡中央病院
　　4　創立三十周年記念誌　1977年　国立福岡中央病院附属看護学校
　　5　創立四十周年記念誌　1987年　国立福岡中央病院附属看護学校
　　6　新修　福岡市史　特別編　福岡城　―築城から現代まで―　編集福岡市史編集委員会　2013年　発行福岡市　